# Ђорђије Ђуровић
Ђорђије Ђуровић (Титоград, 6. мај 1974) је црногорски предузетник и техничар у области аутомобилских електронских система. Познат је као оснивач компаније AsFerrari Motorsport, специјализоване за дијагностику и подешавање управљачких јединица мотора (ECU).

## Каријера
Ђуровић је започео рад у аутомеханичарској струци почетком 1990-их. Током 2000-их усмерава се на ECU дијагностику и програмирање. Његова фирма се бави техничким подешавањем електронике и мерењем перформанси возила.
Организовао је више техничких обука и семинара о чиповању мотора и коришћењу софтвера као што је WinOLS.
О његовом раду известили су и медији, укључујући Радио и телевизију Црне Горе (RTCG), као и албанска национална телевизија RTSH.
Према новинском чланку у дневном листу Побједа, Ђуровић је један од првих у Даниловграду који је увео компјутеризовану дијагностику у аутомобилском сервису.

## Хуманитарни рад
Поред професионалног ангажмана, Ђуровић је учествовао у више локалних хуманитарних иницијатива и догађаја.